# ISO 3166-2:CI
ISO 3166-2:CI – kody ISO 3166-2 dla Wybrzeża Kości Słoniowej.
Kody ISO 3166-2 to część standardu ISO 3166 publikowanego przez Międzynarodową Organizację Normalizacyjną. Kody te są przypisywane głównym jednostkom podziału administracyjnego, takim jak np. województwa czy stany, każdego kraju posiadającego kod w standardzie ISO 3166-1.
Aktualnie (2017) dla Wybrzeża Kości Słoniowej zdefiniowano kody dla  12 dystryktów i 2 autonomicznych dystryktów.
Pierwsza część oznaczenia to kod Wybrzeża Kości Słoniowej zgodnie z ISO 3166-1, natomiast druga część oznaczenia znajdująca się po myślniku to dwuliterowy kod jednostki administracyjnej.

## Kody ISO
| Kod ISO | Nazwa jednostki administracyjnej | Nazwa jednostki administracyjnj w języku francuskim | Rodzaj jednostki administracyjnej |
| ------- | -------------------------------- | --------------------------------------------------- | --------------------------------- |
| CI-AB   | Abidżan                          | Abidjan                                             | dystrykt autonomiczny             |
| CI-BS   | Bas-Sassandra                    | Bas-Sassandra                                       | dystrykt                          |
| CI-CM   | Komoé                            | Komoé                                               | dystrykt                          |
| CI-DN   | Denguélé                         | Denguélé                                            | dystrykt                          |
| CI-GD   | Gôh-Djiboua                      | Gôh-Djiboua                                         | dystrykt                          |
| CI-LC   | Lacs                             | Lacs                                                | dystrykt                          |
| CI-LG   | Lagunes                          | Lagunes                                             | dystrykt                          |
| CI-MG   | Montagnes                        | Montagnes                                           | dystrykt                          |
| CI-SM   | Sassandra-Marahoué               | Sassandra-Marahoué                                  | dystrykt                          |
| CI-SV   | Savanes                          | Savanes                                             | dystrykt                          |
| CI-VB   | Vallée du Bandama                | Vallée du Bandama                                   | dystrykt                          |
| CI-WR   | Woroba                           | Woroba                                              | dystrykt                          |
| CI-YM   | Jamusukro                        | Yamoussoukro                                        | dystrykt autonomiczny             |
| CI-ZZ   | Zanzan                           | Zanzan                                              | dystrykt                          |